# 김필립 (기업인)
김필립(1969년~)은 대한민국의 기업인이다. 로지스밸리 대표이사이다.

## 학력
- 유신고등학교 (졸업)
- 숭실대학교 (화학공학 / 학사)
- 인천대학교 동북아물류대학원 (물류경영학 / 박사)

## 경력
- 2000년 ~ 2018년 천마물류 대표이사
- 2005년 ~ 2009년 한국물류창고업협회 전무이사
- 2011년 ~ 2013년 인천대학교 동북아물류대학원 겸임교수
- 2018년 ~ 2023년 로지스밸리천마 대표이사
- 2020년 ~ 하나로티앤에스 물류혁신연구원장
- 2020년 ~ 한국산업단지공단 반월시화산업단지 스마트물류플랫폼 구축 총괄책임자
- 2021년 ~ 한국산업단지공단 대구성서산업단지 스마트물류플랫폼 구축 총괄책임자
- 2022년 ~ 국가기술표준원 산업표준심의회 물류기술심의회 의원
- 2023년 ~ 로지스밸리 대표이사
- 2024년 ~ 한국물류과학기술학회 부회장